# Câu lạc bộ bóng chuyền nữ Liêu Ninh
Câu lạc bộ bóng chuyền nữ Liêu Ninh, cụ thể là Câu lạc bộ bóng chuyền nữ truyền hình Liêu Ninh là một câu lạc bộ bóng chuyền chuyên nghiệp thi đấu tại Giải bóng chuyền Trung Quốc. Câu lạc bộ đóng quân tại Liêu Dương, Liêu Ninh. 

## Đội hình 2013-2014
| Số | Tên             | Vị trí     | Chiều cao (m) | Ngày sinh  |
| 1  | Wang Meiyi      | Chủ công   | 1.90          | 13/08/1995 |
| 2  | Yan Ni          | Phụ công   | 1.93          | 02/03/1987 |
| 3  | Li Man          | Chủ công   | 1.81          | 16/04/1989 |
| 4  | Liu Dan         | Đối chuyền | 1.80          | 29/08/1989 |
| 5  | Zhao Yang       | Phụ công   | 1.87          | 10/05/1989 |
| 6  | Lao Meiqi       | Chuyền 2   | 1.84          | 17/05/1989 |
| 7  | Li Dandan       | Chủ công   | 1.85          | 05/04/1991 |
| 8  | Đinh Hà         | Chuyền 2   | 1.80          | 13/01/1990 |
| 9  | Sun Haiping     | Chuyền 2   | 1.80          | 23/05/1996 |
| 10 | Duan Fang       | Chủ công   | 1.86          | 26/12/1994 |
| 11 | Wang Chengcheng | Libero     | 1.78          | 17/05/1989 |
| 12 | Zhang Xiaochen  | Chủ công   | 1.87          | 19/12/1988 |
| 13 | Huang Wenting   | Phụ công   | 1.87          | 13/08/1994 |
| 14 | Hu Mingyan      | Phụ công   | 1.87          | 17/05/1996 |
| 15 | Gong Meizi      | Libero     | 1.75          | 17/04/1995 |
| 16 | Xu Yanan        | Đối chuyền | 1.82          | 08/11/1994 |
| 17 | Li Aitong       | Phụ công   | 1.87          | 30/03/1989 |
| 18 | Li Yuwei        | Chủ công   | 1.83          | 25/06/1994 |

## Cựu vận động viên
- Jiang Ying
- Zhao Hong
- Lai Yawen
- Zhou Hong
- Gao Lin
- Chen Fengqin
- Yang Hao
- Liu Yanan
- Zhang Yuehong
- Chu Jinling
- Wang Yimei
- Li Xiang
- Wang Wanying
- Zhang Xian